# Mandy Negerman
Mandy ten Hag-Negerman (Haarlem, 1978) is een voormalig Nederlandse actrice. Zij speelde de rol van Toet Flodder in de Nederlandse film Flodder in Amerika! uit 1992. Ook speelde ze deze rol in het eerste seizoen van Flodder. In 1998 was ze weer te zien in Flodder. In de aflevering Rijles speelde ze de leerlinge die voor Kees les kreeg van Frans van Deursen. In die tijd tussen 1995 en 1999 studeerde ze af aan de Hogeschool IPABO te Amsterdam. In 2000 stopte ze als actrice en zette ze haar loopbaan voort in het onderwijs. Tussen 2002 en 2014 op een Jenaplanschool te Lelystad. Vanaf eind 2014  actief als leerkracht en taal/leescoördinator op een basisschool te Zwolle, en geeft ze leiding aan de taalleerkring van stichting SchOOL.

## Filmografie
- Flodder in Amerika! - Toet Flodder (1992)
- Flodder, seizoen 1 - Toet Flodder (1993)
- Flodder, seizoen 5  - Leerling autorijschool (Afl. Rijles) (1998)